# Steganogramm
Ein Steganogramm (kurz Stegogramm) bezeichnet ein Medium, welches durch die Anwendung von Steganographie nunmehr eine Nachricht enthält.
Die Untersuchung, ob es sich bei einem potenziellen Trägermedium um ein Steganogramm handelt, ist nur selten einfach. Es gibt bereits Verfahren in der Steganographie, die die Erkennbarkeit dahingehend erschweren, dass man ohne erheblichen Aufwand nicht nachweisen kann, dass Steganographie an einem Medium angewandt wurde.
Das Steganogramm kann in Chiffren oder Codes in einem Text selbst, in dessen Verzierungen, in Teilen, Bebilderungen oder einzelnen Wörtern gestaltet sein; das Steganogramm wird durch verschiedene Methoden eingeflochten, um Bestehen von Bedeutung oder Mitteilung zu kaschieren (z. B. einfach durch unsichtbare Tinte, wie Zitronensaft, der erst durch Erhitzen sichtbar wird). Es kann auch ein normaler Text speziell gekennzeichnet werden; dies war früher z. B. durch Nadelstiche, Mikropunkte oder hochgestellte Buchstaben üblich. In der Regel ist ein Steganogramm nur von Eingeweihten zu entziffern, da dem Empfänger der Geheimbotschaft zumindest Anfang und Endstelle der in Frage kommenden Textstelle sowie die Art der Verschleierung bekannt sein sollten, die erschwerend auch aus Kombinationen der beschriebenen Methoden bestehen kann.